# Правкін Сергій Миколайович
Сергій Правкін (рос. Серге́й Никола́евич Пра́вкин; нар. 20 січня 1980, Данилов, СРСР) — російський футболіст, воротар ФК «Рязань» (Рязань). Майстер спорту України.

## Життєпис
Вихованець клубу «Чайка» (Рязань). Перший тренер — Євген Бєлокопитов. Професіональну кар'єру розпочав у 1998 році в «Спартаку» Рязань, який виступав у другому дивізіоні, зона «Центр». На початку 1999 року став гравцем криворізького «Кривбасу», а 12 червня 2000 року дебютував у Вищій лізі чемпіонату України в матчі з івано-франківським «Прикарпаттям». Під час зимової перерви в сезоні 2000/01 років повернувся до Росії, де виступав у клубах «Машзавод-ССЗ» (Зарєчний) та «Цемент» (смт Октябрський) у чемпіонаті Рязанської області з футболу. У 2003 році став гравцем клубу «Рязань-Агрокомплект». У 2004 році перейшов до ставропольського «Динамо». У 2005—2006 роках захищав кольори клубу «Салют-Енергія». На початку 2007 року став гравцем «Шинника», в складі якого в 2008 році дебютував у російській Прем'єр-лізі. У вищому дивізіоні російського чемпіонату зіграв 6 матчів за ярославський клуб. У сезоні 2010 року виступав у калінінградській «Балтиці», потім повернувся до рідної Рязані, де підсилив місцевий ФК «Рязань».
У 2012 році грав у фінальному етапі Кубку Росії з пляжного футболу за рязанський «Елекс-Фаворит».

## Досягнення

### Командні
- Вища ліга чемпіонату України
  -  Бронзовий призер (1): 1999/00

- Перший дивізіон чемпіонату Росії
  -  Чемпіон (1): 2007

- Другий дивізіон чемпіонату Росії
  -  Чемпіон (2): 2004 («Південь»), 2005 («Центр»)

- Кубок ПФЛ
  -  Володар (1): 2004

### Особисті
- Найкращий воротар зональних турнірів другого дивізіону (2): 2003 («Центр»), 2004 («Південь»)[1].

- Майстер спорту України (з 2000 року)